# Зізнання шопоголіка
«Зізнання шопоголіка» (англ. Confessions of a Shopaholic) — американська кінокомедія 2009 року, що базується на серії романів британської письменниці Софі Кінселли. У головних ролях знялися Айла Фішер, Г'ю Денсі та Крістен Ріттер. Прем'єра кінофільму відбулася 13 лютого 2009 року в США та 12 лютого в Україні.

## Сюжет
Головна героїня кінофільму — Ребекка Блумвуд — мешкає в Нью-Йорку разом зі своєю подружкою С'юз. Вона працює журналісткою і дає поради щодо ведення саду. Та Ребекка — хронічний шопоголік, вона відвідує всі розпродажі у місті й для її одягу й аксесуарів вже бракує місця в кімнаті. Тому Ребекка мріє працювати в журналі про моду «Алетт». У день прослуховування в журналі Ребекка помічає в магазині зелений шарф і вирішує придбати його. Та кредитна картка дівчини не спрацьовує, тому вона біжить до найближчого магазину хот-догів і без черги прохає розміняти їй гроші. Врешті, чоловік дає їй 20 доларів, аби вона не затримувала черги. Коли Ребекка нарешті дістається офісу журналу «Алетт», їй повідомляють, що посаду вже зайнято, але натомість пропонують працювати в журналі «Успішна економія». Виявляється, що редактор цього журналу — чоловік, що позичив Ребецці гроші на шарф — Люк Брендон. Під час співбесіди вона дивує чоловіка своєю безпосередністю.
С'юз пропонує подрузі використати свій останній шанс і надіслати в редакцію «Алетт» свою статтю. Блумвуд пише дві статті — для журналу мод і для «Успішної економії». Наступного дня виявляється, що вона переплутала адресу на конверті. Люкові сподобалася стаття дівчини — він сприйняв її фрази про модний одяг за вдалі метафори. Ребекка починає працювати на Брендона й обирає собі псевдонім «Дівчина в зеленому шарфі». Миттєво її колонка стає популярною й підіймає рейтинг журналові. Блумвуд змогла простою мовою пояснити читачеві, як економити гроші. У цей же час сама Ребекка поринає в борги: постійні шопінги не по кишені дівчині, тому її починає переслідувати податківець Дерек Сміт, від якого вона переховується. Брендонові вона каже, що це її колишній хлопець, що видає себе за працівника податкової служби.

Ребекка «спілкується» з манекеном із зеленим шарфом (кадр із к/ф)

Ребекка й Люк починаються подобатися один одному. Та Алісія Білінгтон (дівчина, що отримала посаду в «Алетт» замість Ребекки) також має плани щодо чоловіка. Під час відрядження Блумвуд дізнається, що Брендон — нащадок великого спадку, та відмовляється від грошей своїх батьків, тому що хоче самостійно пробитися в житті. У них починаються стосунки.
Тим часом борги Ребекки збільшуються й вона бреше ще більше. Для того, щоб придбати чергову сукню, дівчина відмовляється від сукні, в якій вона мала з'явитися на весіллі С'юз як подружка нареченої. Дерек Сміт потрапляє на телевізійну передачу, де Брендон і Блумвуд дають інтерв'ю. Він розповідає глядачам про те, що Ребекка, яка так вдало радить іншим, як заощаджувати гроші, сама переховується від податківця й має боргів на 9000 доларів.
Ребекка виправдовується перед чоловіком: світ стає приязнішим до неї, коли вона скуповує речі. Та Брендон ображається на неї, С'юз від'їздить до батьків. Голова «Алетт» пропонує дівчині роботу, про яку вона так довго мріяла. Та Ребекка більше не хоче радити іншим дівчинам купляти такі дорогі речі. Вона відмовляється й продає весь свій одяг, взуття та аксесуари на аукціоні. Секретарка Люка Брендона, що відкриває власний журнал, також скуповувалася на аукціоні й повідомила чоловікові, що Ребекка відмовилася від роботи в журналі мод. Дві дівчини претендують на її легендарний зелений шарф. Неохоче Блумвуд продає його одній із них. Завдяки аукціону вона змогла сплатити свої борги.
Тоді вона вирушає на весілля С'юз, де мириться з нею. Після цього вона проходить повз вітрини: Ребекка перемогла свою «хворобу» й не збирається скуповувати речі. Тоді вона зустрічає Люка — виявляється, що це він купив її зелений шарф. Вони миряться.

## У головних ролях

Г'ю Денсі в ролі Люка Брендона (кадр із к/ф)

- Айла Фішер — Ребекка Блумвуд — головна героїня, журналіст, шопоголік;
- Г'ю Денсі — Люк Брендон;
- Крістен Ріттер — С'юз — подружка Ребекки;
- Джон Гудман — батько Ребекки (Грехем Блумвуд);
- Джоан К'юсак — мати Ребекки (Джейн Блумвуд);
- Джон Літгоу — Едгар Вест;
- Крістін Скотт Томас — Алетт Нейлор (голова журналу «Алетт»);
- Леслі Бібб — Алісія Біллінгтон;
- Роберт Стентон — Дерек Сміт (податківець);
- Фред Армізен — Раян Коеніг (наречений С'юз)
- Лінн Редґрейв — п'яна дама на балу;

## Кінокритика
На сайті Rotten Tomatoes кінофільм отримав рейтинг у 24 % (38 схвальних відгуків і 119 несхвальних). На сайті Metacritic «Зізнання шопоголіка» отримав 30 балів із 100.